# Regimiento 6.º de Línea "Chacabuco"
El Regimiento N.° 6 «Chacabuco» es una unidad del Ejército de Chile creada mediante decreto el 14 de enero de 1814. Tomó parte en las campañas de la Patria Vieja y de la Patria Nueva, y recibió el nombre de «Chacabuco» el 14 de octubre de 1826. Fue refundado al comienzo de la Guerra del Pacífico como Batallón Cívico Movilizado Chacabuco bajo el mando de Domingo de Toro Herrera y fue reorganizado como Regimiento de Línea por decreto el 22 de abril de 1882 y puesto bajo el mando de Marcial Pinto Agüero.
Esta unidad militar sufrió algunas modificaciones durante la fase terrestre de la Guerra del Pacífico: para la campaña de Tarapacá, fue formado como un batallón de cuatro compañías en Santiago el 26 de abril de 1879; para la de Tacna y Arica, aumentó el número de sus compañías a seis; para la de Lima, fue elevado a regimiento con dos batallones de cuatro compañías cada uno el 2 de agosto de 1880.  Finalmente, y debido a la reorganización del ejército llevada a cabo en marzo de 1881, fue denominado «Batallón Chacabuco 6.º de Línea», compuesto por seis compañías, el 22 de abril de 1881.
Durante el conflicto, reforzó el Ejército de Operaciones Norte —comandado entonces por el vicealmirante Patricio Lynch— y participó activamente en la campaña del departamento de Junín, entre enero y julio de 1882. Aunque sostuvo una serie de acciones menores en la sierra, el «Chacabuco» es recordado por la batalla de La Concepción, donde la unidad —mayoritariamente formada por hombres de la 4.ª compañía del batallón— fue exterminada luego de «17 horas de combate casi incesante» defendiendo su posición contra las fuerzas peruanas, compuestas por 300 soldados y más de 1500 milicianos, los días domingo 9 y lunes 10 de julio de 1882. Tras el fin de la Guerra del Pacífico, la unidad volvió a Chile, donde fue destruida en la Guerra Civil de 1891.
Por el heroísmo demostrado por los hombres del «Chacabuco» en la batalla de La Concepción, cada 9 de julio se conmemora en Chile tanto el «Juramento a la Bandera» como el «Día oficial de la Bandera nacional».

## «Los 77»
De mayo a julio de 1882, la guarnición chilena del pueblo de Concepción estuvo formada por 77 hombres:
- sesenta y cinco de la 4.ª Compañía del Batallón 6.º de Línea «Chacabuco» —dos oficiales, seis suboficiales y cincuenta y siete soldados—, y
- doce enfermos —once de otras compañías del mismo batallón (un soldado de la 1.ª, dos de la 2.ª, uno de la 3.ª, un oficial y un soldado de la 5.ª, y un oficial y cuatro soldados de la 6.ª) y uno de la 1.ª Compañía del Batallón «Lautaro»—.[9][10]

| Guarnición chilena en Concepción | Guarnición chilena en Concepción | Guarnición chilena en Concepción | Guarnición chilena en Concepción    |
| #                                | Rango                            | Nombre                           | Compañía                            |
| -------------------------------- | -------------------------------- | -------------------------------- | ----------------------------------- |
| 1                                | Capitán                          | Ignacio Carrera Pinto            | 4.ª                                 |
| 2                                | Subteniente                      | Arturo Pérez Canto               | 4.ª                                 |
| 3                                | Subteniente                      | Julio Montt Salamanca            | 5.ª                                 |
| 4                                | Subteniente                      | Luis Cruz Martínez               | 6.ª                                 |
| 5                                | Sargento 1.º                     | Manuel Jesús Silva               | 4.ª                                 |
| 6                                | Sargento 2.º                     | Clodomiro Rosas                  | 4.ª                                 |
| 7                                | Cabo 1.º                         | Juan Ignacio Bolívar             | 4.ª                                 |
| 8                                | Cabo 1.º                         | Carlos Segundo Morales           | 4.ª                                 |
| 9                                | Cabo 1.º                         | Gabriel Silva                    | 4.ª                                 |
| 10                               | Cabo 2.º                         | Pedro Méndez                     | 4.ª                                 |
| 11                               | Soldado                          | Lorenzo Jofré                    | 1.ª                                 |
| 12                               | Soldado                          | José Jerónimo Jiménez            | 2.ª                                 |
| 13                               | Soldado                          | Juan D. Rojas Trigo              | 2.ª                                 |
| 14                               | Soldado                          | Francisco Contreras              | 3.ª                                 |
| 15                               | Soldado                          | Lorenzo Aceitón                  | 4.ª                                 |
| 16                               | Soldado                          | Eduardo Aranís                   | 4.ª                                 |
| 17                               | Soldado                          | José Argomedo                    | 4.ª                                 |
| 18                               | Soldado                          | José Arias                       | 4.ª                                 |
| 19                               | Soldado                          | Florencio Astudillo              | 4.ª                                 |
| 20                               | Soldado                          | Juan Bautista Campos             | 4.ª                                 |
| 21                               | Soldado                          | Erasmo Carrasco                  | 4.ª                                 |
| 22                               | Soldado                          | Tiburcio Chandía                 | 4.ª                                 |
| 23                               | Soldado                          | Félix Contreras                  | 4.ª                                 |
| 24                               | Soldado                          | Manuel Contreras                 | 4.ª                                 |
| 25                               | Soldado                          | Emilio Correa                    | 4.ª                                 |
| 26                               | Soldado                          | Efraín Encina                    | 4.ª                                 |
| 27                               | Soldado                          | Francisco Escalona               | 4.ª                                 |
| 28                               | Soldado                          | José Martín Espinoza             | 4.ª                                 |
| 29                               | Soldado                          | Juan Ferra                       | 4.ª                                 |
| 30                               | Soldado                          | Lindor González                  | 4.ª                                 |
| 31                               | Soldado                          | Luis González                    | 4.ª                                 |
| 32                               | Soldado                          | Mariano González                 | 4.ª                                 |
| 33                               | Soldado                          | Pablo Guajardo                   | 4.ª                                 |
| 34                               | Soldado                          | Amador Gutiérrez                 | 4.ª                                 |
| 35                               | Soldado                          | Juan Hinojosa                    | 4.ª                                 |
| 36                               | Soldado                          | Bernardo Jaque                   | 4.ª                                 |
| 37                               | Soldado                          | Estanislao Jiménez               | 4.ª                                 |
| 38                               | Soldado                          | Juan Bautista Jofré              | 4.ª                                 |
| 39                               | Soldado                          | Bonifacio Lagos                  | 4.ª                                 |
| 40                               | Soldado                          | Pedro Lira                       | 4.ª                                 |
| 41                               | Soldado                          | Gregorio Maldonado               | 4.ª                                 |
| 42                               | Soldado                          | Manuel Antonio Martínez          | 4.ª                                 |
| 43                               | Soldado                          | Agustín Molina                   | 4.ª                                 |
| 44                               | Soldado                          | Pedro Moncada                    | 4.ª                                 |
| 45                               | Soldado                          | Toribio Morán                    | 4.ª                                 |
| 46                               | Soldado                          | Ángel Agustín Muñoz              | 4.ª                                 |
| 47                               | Soldado                          | Juan Bautista Muñoz              | 4.ª                                 |
| 48                               | Soldado                          | Manuel Jesús Muñoz               | 4.ª                                 |
| 49                               | Soldado                          | Vicente Muñoz                    | 4.ª                                 |
| 50                               | Soldado                          | Avelino Olguín                   | 4.ª                                 |
| 51                               | Soldado                          | Pablo Ortega                     | 4.ª                                 |
| 52                               | Soldado                          | Rafael Otárola                   | 4.ª                                 |
| 53                               | Soldado                          | Enrique Reyes                    | 4.ª                                 |
| 54                               | Soldado                          | Máximo Reyes                     | 4.ª                                 |
| 55                               | Soldado                          | Manuel Rivera                    | 4.ª                                 |
| 56                               | Soldado                          | Estanislao Rosales               | 4.ª                                 |
| 57                               | Soldado                          | Emilio Rubilar                   | 4.ª                                 |
| 58                               | Soldado                          | Agustín Segundo Sánchez          | 4.ª                                 |
| 59                               | Soldado                          | Emigdio Sandoval                 | 4.ª                                 |
| 60                               | Soldado                          | José Sandoval                    | 4.ª                                 |
| 61                               | Soldado                          | Federico Sepúlveda               | 4.ª                                 |
| 62                               | Soldado                          | José del Carmen Sepúlveda        | 4.ª                                 |
| 63                               | Soldado                          | Lorenzo Serrano                  | 4.ª                                 |
| 64                               | Soldado                          | Abelardo Silva                   | 4.ª                                 |
| 65                               | Soldado                          | Lorenzo Torres                   | 4.ª                                 |
| 66                               | Soldado                          | Pablo Trejos                     | 4.ª                                 |
| 67                               | Soldado                          | Hipólito Utreras                 | 4.ª                                 |
| 68                               | Soldado                          | José Félix Valenzuela            | 4.ª                                 |
| 69                               | Soldado                          | Plácido Villarroel               | 4.ª                                 |
| 70                               | Soldado                          | Pedro N. Zúñiga                  | 4.ª                                 |
| 71                               | Soldado                          | Rudencio Zúñiga                  | 4.ª                                 |
| 72                               | Soldado                          | Pablo González                   | 5.ª                                 |
| 73                               | Soldado                          | Juan Montenegro                  | 6.ª                                 |
| 74                               | Soldado                          | Casimiro Olmos                   | 6.ª                                 |
| 75                               | Soldado                          | Zenón Ortiz                      | 6.ª                                 |
| 76                               | Soldado                          | José Miguel Pardo                | 6.ª                                 |
| 77                               | Soldado                          | Pedro González                   | 1.ª Compañía del Batallón «Lautaro» |

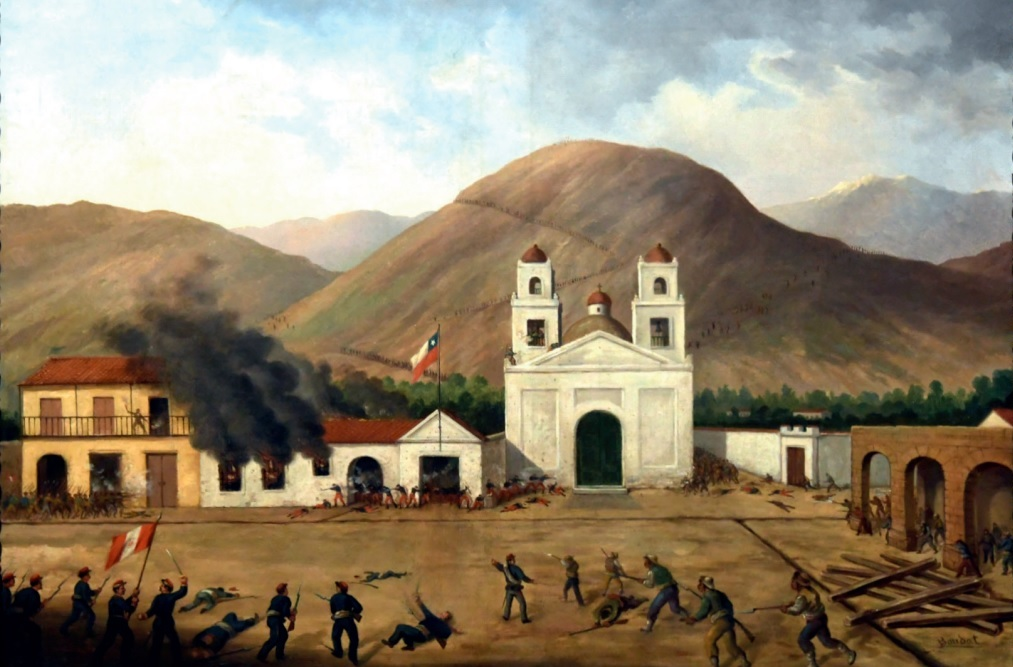
Representación de la primera fase de la batalla de La Concepción

Asimismo, debe añadirse que «fueron muertas también dos mujeres de los soldados, de tanto coraje, que en lo más recio del combate, animaban á los suyos en alta voz que continuasen peleando [y que había] sido encontrada muerta entre los montones de cadáveres una criatura recién nacida» y que otra, gemela de la anterior, había sido salvada viva por un vecino de Concepción, aunque esto no se ha comprobado hasta la fecha —contradiciendo tanto el parte oficial de Ambrosio Salazar como las Memorias de Andrés Avelino Cáceres, los historiadores peruanos Jorge Basadre Grohmann, Emilio Luna Vega y Carlos Milla Batres han mencionado la presencia de sobrevivientes chilenos, aunque no los mismos; sin embargo, esto no se ha verificado hasta la fecha—.

## Batalla de La Concepción

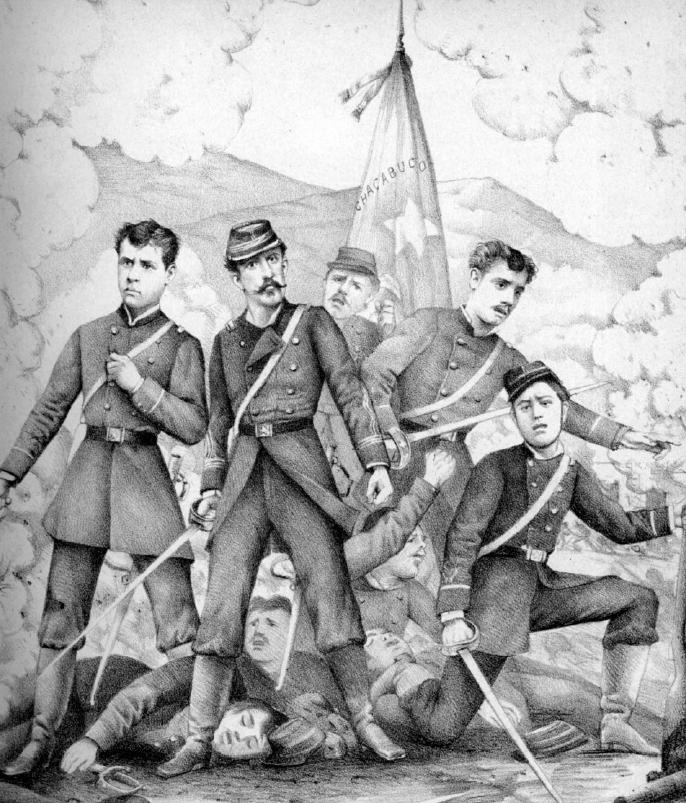
De izquierda a derecha: Arturo Pérez Canto, Ignacio Carrera Pinto, Julio Montt Salamanca y Luis Cruz Martínez, oficiales chilenos muertos en el combate. Dibujo de Luis Fernando Rojas

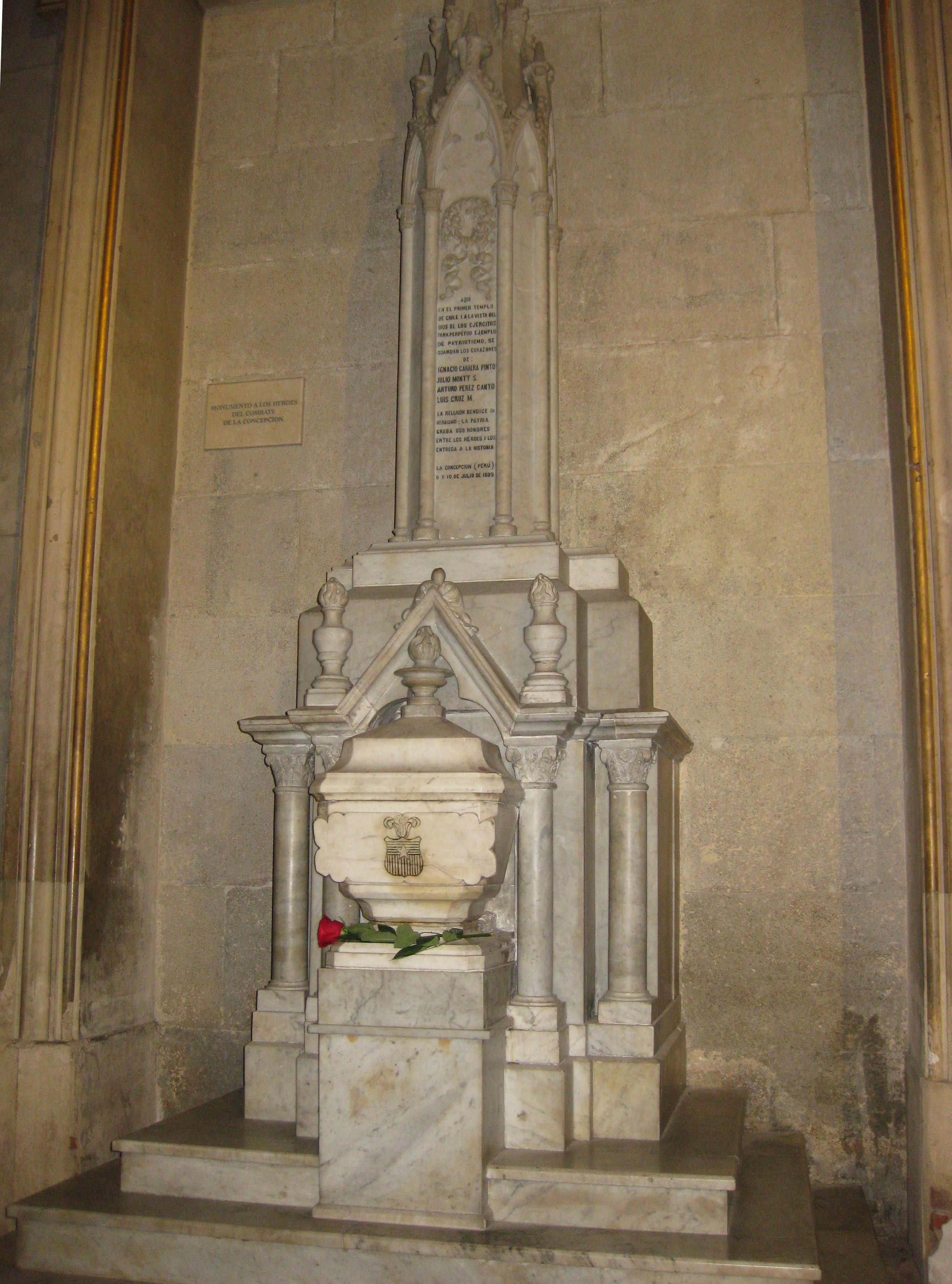
Urna de mármol, con los corazones de los cuatro oficiales chilenos muertos en la batalla, ubicada en la Catedral Metropolitana de Santiago

Entre el domingo 9 y el lunes 10 de julio de 1882, este destacamento del «Chacabuco», que llevaba uniforme gris azulado, defendió su posición contra las fuerzas peruanas conformadas por las tropas del ejército del centro al mando del coronel Juan Gastó —una columna al mando del propio Gastó, y las columnas «Pucará № 4» y «Libres de Ayacucho» al mando de Andrés Freyre y Francisco Carbajal, respectivamente—, apoyadas por los guerrilleros al mando de Ambrosio Salazar —la columna «Cazadores de Comas» al mando del propio Salazar y la guerrilla de Andamarca capitaneada por Hipólito Avellaneda—. El mismo día 9, a estas fuerzas se sumaron las guerrillas de Vilca y de Quichuay al mando de los hermanos Salazar y la guerrilla de San Jerónimo al mando de Melchor Gonzáles; a las 19 h del mismo día, se agregaron las guerrillas de Orcotuna y de Mito al mando de Teodosio López y Aurelio Gutiérres, respectivamente, y luego once pobladores de Concepción con sus respectivos rifles; a las 7 h del día 10, se añadieron las guerrillas de Apata y de Paccha al mando de Andrés Avelino Ponce y Abel Bedoya Seijas, respectivamente.

Los chilenos no habían advertido la marcha de los nuestros por las alturas. Mas, al avistarlos [...] corrieron a apostarse en las bocacalles de la plaza. Y allí opusieron obstinada resistencia a las primeras acometidas de los guerrilleros, causando a estos numerosas bajas, pero sin lograr rechazarlos [... A]brumados luego por las reiteradas embestidas guerrilleras, retrocedieron precipitadamente a guarecerse en un antiguo caserón conventual, donde también acuartelaban.

Y, parapetados en el soportal del derruido edificio y ventanas de la contigua iglesia, renovaron porfiada resistencia. Y aunque su nutrido y certero fuego de fusilería producía terribles estragos en las filas de los asaltantes, estos, incesantemente reforzados, mantenían su impulso arrollador; y la lucha cobraba, por momentos, feroz encarnizamiento.

Extinguiéndose ya el día comenzó a declinar también la refriega. Pero el improvisado reducto estaba ya completamente cercado. A pesar de todo, el enemigo continuó defendiéndose con inaudita fiereza, hasta que la niebla y la oscuridad [...] tornó la brega en intermitente tiroteo. Y así, ambos adversarios [...] se mantuvieron en acecho toda la [...] noche, hasta que poco antes de amanecer del 10 de julio, los guerrilleros [...] les dieron un furioso asalto, del cual no se salvó ni uno solo de los 76 [sic] hombres que componían el destacamento enemigo.
Andrés Avelino Cáceres, comandante de la resistencia, en sus Memorias.

Tras la batalla, el parte oficial de Ambrosio Salazar indicó que «toda la guarnición chilena de Concepción, de capitán á tambor, [formada por] 79 [sic] hombres [había] sido totalmente exterminada, después de 17 horas de combate casi incesante».
A las 18 h del día 10, apareció el coronel Estanislao del Canto Arteaga con sus tropas en Concepción. Dado que no hubo sobrevivientes chilenos, se enteró del enfrentamiento sobre la base de lo contado por dos testigos extranjeros. Al ver a sus compañeros muertos, Del Canto ordenó el fusilamiento de 18 de los 20 habitantes que habían quedado en Concepción y el saqueo e incendio del pueblo. Asimismo, ordenó recuperar los corazones de los cuatro oficiales —el capitán Carrera Pinto, los subtenientes Pérez Canto, Montt Salamanca y Cruz Martínez— y enviarlos a Santiago en alcohol, los que se encuentran en la catedral Metropolitana.

Mí coronel Canto ordeno a los Doctores Cirujanos que sacaran los corazones a los valientes Oficiales de la 4ª Compañía del Batallón Chacabuco 6º de Línea estos corazones fueron colocados en un frasco en alcohol para traerlos a Chile y las demás víctimas que perecieron en el combate fueron sepultados al día siguiente ordeno mi coronel Canto que Incendiáramos el pueblo la Concepción y fuera reducido a cenizas a as 11 a.m. estaba todo terminado en el mismo día seguimos en marcha ajauja llegamos en la noche llegamos al pueblo de Talma alas 6 a.m.
Marcos Ibarra Díaz, soldado chileno. Concepción 1882 (ortografía original).

En recuerdo a los 77 soldados caídos en la batalla de La Concepción, en Chile se ha conmemorado el «Juramento a la Bandera» cada 9 de julio a partir de 1939. Asimismo, en esa misma fecha se celebra el «Día oficial de la Bandera nacional».

## Historia posterior

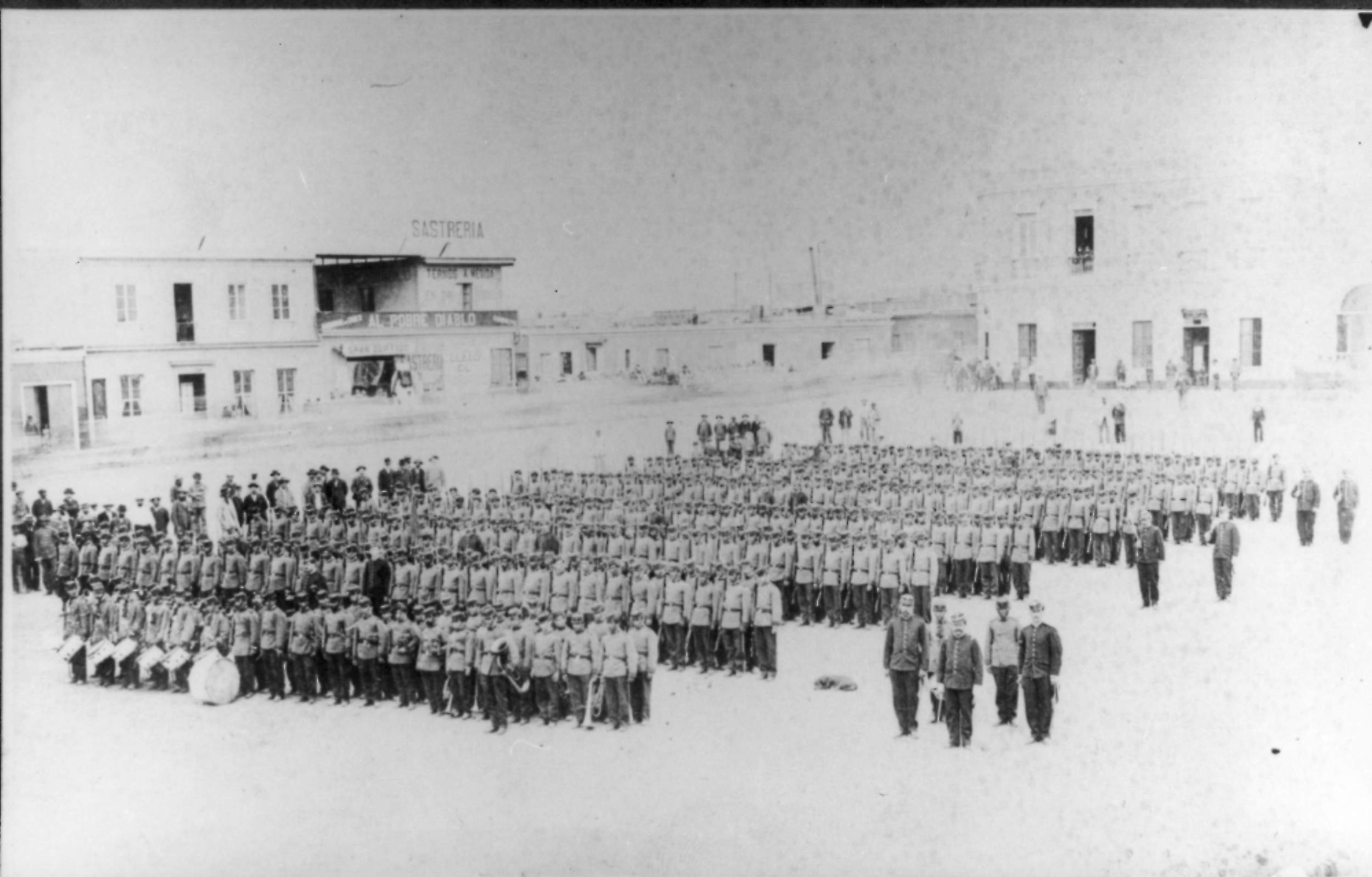
Regimiento «Chacabuco» en 1879

Luego de culminada la Guerra del Pacífico, la unidad volvió a Chile, donde fue destruida en la Guerra Civil de 1891. Posteriormente, el Batallón Revolucionario N.º 6 se transformó en el nuevo Batallón 6.º de Línea, asumiendo con el tiempo el nombre de «Chacabuco»; después, esta unidad se transformó en el Regimiento de Infantería N.º 6 «Chacabuco».
En 2004, la unidad adquirió la denominación de «Regimiento Reforzado N.º 7 "Chacabuco" del coronel Marcial Pinto Agüero», subordinado a la III División de Ejército, con asiento en la ciudad de Concepción.
En 2012 cambió de división a la II División Motorizada, modificando así su denominación a la actual «Regimiento N° 6 "Chacabuco"». La II División Motorizada tiene su cuartel general en la comuna de San Bernardo, ciudad de Santiago, Región Metropolitana, y está compuesto por:
- Batallón de Infantería N.º 6 «Chacabuco»
- Grupo de Artillería N.º 3 «Silva Renard» (ex Regimiento de Artillería N.° 3 «Silva Renard»)
- Compañía Logística Divisionaria N.º 4 «Concepción»
- Compañía de Policía Militar
- Unidad de Cuartel
- Plana Mayor del Regimiento

Además, cuenta con la Compañía Histórica «Chacabuco», unidad que representa a la 4.ª Compañía que luchó en la batalla de La Concepción en julio de 1882.

## Himno
La marcha de esta unidad es «Glorias del Chacabuco» (compositor: Ignacio Verdugo, letra: Esteban Iturra):
I
Paso al regimiento «hijo de la Gloria»,
paso al Chacabuco que marcha a la lid,
paso al regimiento que va a la victoria,
pues sabe tan solo vencer o morir.
Coro (bis)
Tarapacá sabe de nuestro heroísmo,
en Tacna y Chorrillos venció nuestro ardor,
y siempre en la lucha seremos los mismos
que fueron los nuestros en La Concepción.
II
Ante el estandarte que es la Patria entera
se nublan los ojos de amor y valor
por eso es que nunca se arrió esta bandera
ni ha de arriarse nunca mientras viva yo.
Coro (bis)
Tarapacá sabe de nuestro heroísmo,
en Tacna y Chorrillos venció nuestro ardor,
y siempre en la lucha seremos los mismos
que fueron los nuestros en La Concepción.